# Argentinas volleyballlandshold (damer)
Argentinas volleyballlandshold (spansk: Selección femenina de voleibol de Argentina eller Las Panteras) repræsenterer Argentina i volleyball. Holdet er organiseret af Federación del Voleibol Argentino. Det er et af de bedste hold i Sydamerika, men har aldrig vundet sydamerikanske mesterskab, hovedsagelig på grund af dominansen af Brasilien. De vandt dog de sydamerikanske lege i 2014.